# Palmyras Point
|  | No s'ha de confondre amb False Point. |

Palmyras Point és un cap de l'Índia al districte de Kendrapada a Orissa a 20° 46′ N, 86° 59′ E / 20.767°N,86.983°E. Els natius l'anomenen Maipara, del nom de l'illa d'arena al costat que porta aquest nom. El cap forma de manera natural un senyal per vaixells que van del riu Hugli cap al sud.